# Alfred Piccaver
Alfred Piccaver, né le 5 février 1884 à Long Sutton et mort le 23 septembre 1958 à Vienne, est un ténor anglo-américain, particulièrement connu pour ses performances de Rodolfo dans La Bohème de Giacomo Puccini et d'autres rôles d'opéra populaires.

## Premières années
Alfred Piccaver nait le 5 février 1884 dans la ville de Long Sutton, dans le Lincolnshire, du chimiste Frederick Herman Piccaver (1864 - 17 février 1916) et de sa femme Sarah Ann Sissons , une famille d'ouvriers agricoles . A l'âge de deux ans, Alfred a émigré avec sa famille aux États-Unis d'Amérique ,,. La famille s'est réinstallée à Albany, NY et prend la nationalité américaine. Frederick Piccaver travaille comme brasseur en chef de la brasserie Beverwyck. Alfred rejoint la chorale de l'église épiscopale Saint-Pierre d'Albany en tant que soprano. Il devient également soliste à la North Reformed Church de Watervliet. Le jeune Piccaver étudie ensuite le chant avec S. Graham Nobbes, qui avait été professeur en chef du Emma Willard Conservatory of Music et avec Allan Lindsay, chef d'orchestre du Troy Conservatory of Music. Il suit ensuite une formation d'ingénieur électricien, mais ayant un réel talent pour le chant, il s'inscrit, en 1905, à la Metropolitan School of Opera. Le directeur de l'école, Heinrich Conried, reconnait ses capacités vocales considérables et, en 1907, envoie le jeune Alfred à Prague, où il étudie avec Ludmilla Prochazka-Neumann (1872–1954).

## Premiers engagements en Europe
Ses études débouchent sur un contrat de trois ans avec le Deutsches Landes-Theater de Prague où il fait ses débuts le 9 septembre 1907 dans Les Merry Wives of Windsor d'Otto Nicolai. Au cours des trois années suivantes, il chante dans des opéras de Flotow, Verdi, Wagner, Mozart, Puccini et Gounod. En 1910, il fut invité à se produire en tant qu'invité dans la compagnie de tournée de Mattia Battistini qui se produisait à Prague. Battistini, impressionné, propose à Piccaver de l'accompagner dans La Traviata. Le 6 septembre 1912, il donne sa première représentation avec l'Opéra d'État de Vienne en tant que membre permanent.

## Une star à Vienne
Alfred Piccaver a une voix de ténor chaude, veloutée et lyrique avec un beau style de cantilène et un excellent legato et diction. Plus tard, il devient ce qu'un critique anglais a qualifié de « musclé mou » et acquit une qualité de baryton, mais dans les premières années de son apogée, il est connu des Viennois comme « le Caruso de Prague ». Ses rôles comprennent Rodolfo (Puccini l’appelle « mon Rodolfo idéal »), Cavaradossi, Canio, Radames, Florestan, Lensky et Walther. Il fait un grand nombre d'enregistrements à la fois par les procédés acoustiques et électriques et beaucoup d'entre eux sont disponibles sur des rééditions de CD.

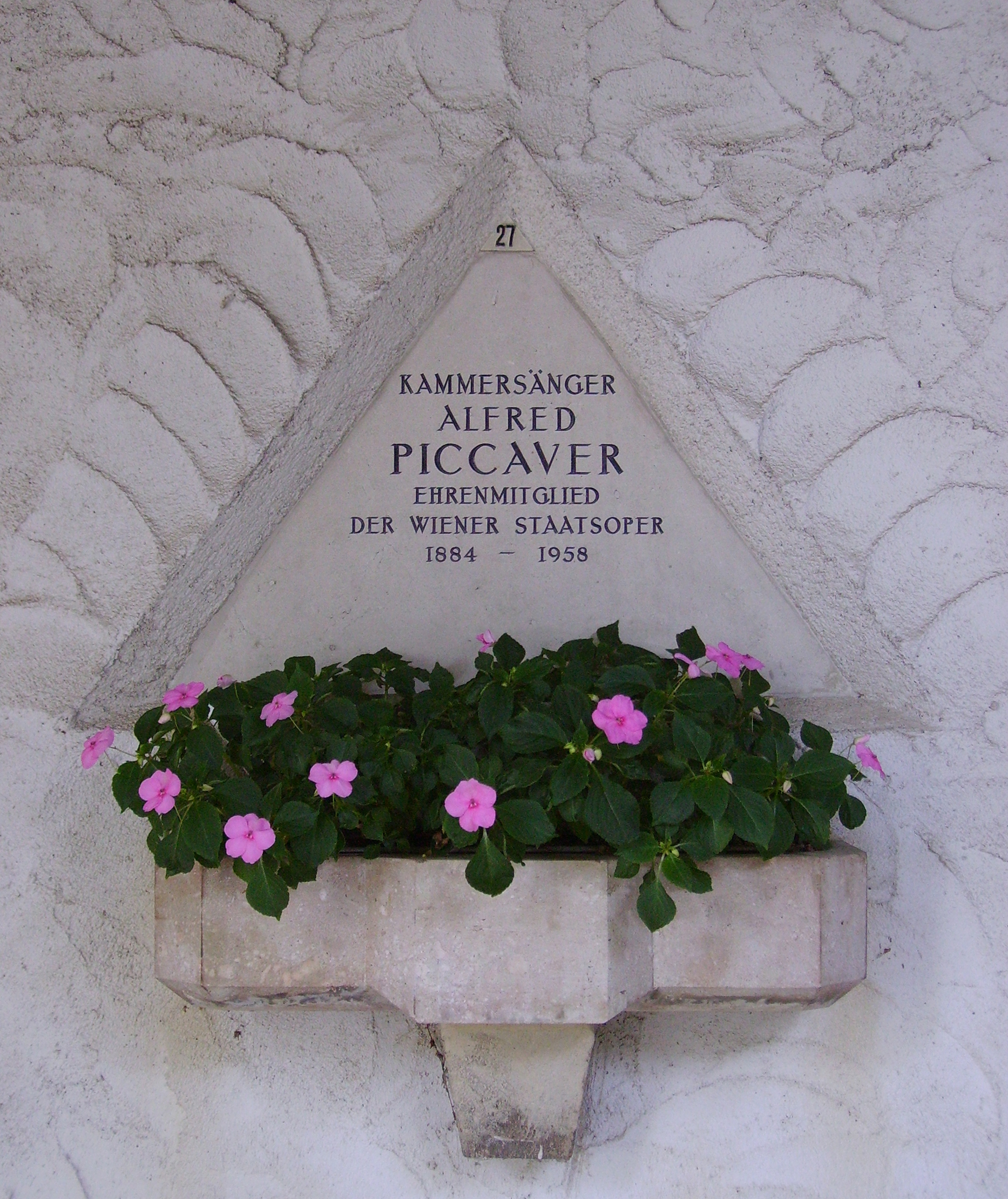
Feuerhalle Simmering, tombe d'Alfred Piccaver

Piccaver aime Vienne et le mode de vie viennois, à tel point que lorsque le directeur du Metropolitan Opera de New York, Giulio Gatti-Casazza, lui fait une offre lucrative pour se produire au Met, il la refuse. On ne lui a plus jamais rien proposé. En retour, les Viennois sont dévoués à « Picci », comme on l'appele affectueusement. Lorsque la Première Guerre mondiale éclate, Piccaver en tant que citoyen américain n'a pas été affecté, mais lorsque les États-Unis ont rejoint la guerre en 1917, il est arrêté en train d'essayer de quitter le pays, mais a été épargné par l'internement s'il acceptait de continuer à chanter à l'Opéra. Après la guerre, sa carrière à l'Opéra d'État de Vienne est interrompue par des apparitions à Chicago en 1923, 1924 et 1925 et au Royal Opera House de Londres, Covent Garden, en 1924, seule année où il se produit dans cette maison.
En 1923, pour des raisons qui ne sont pas claires, il demande la nationalité britannique, comme il en avait le droit en raison de son lieu de naissance, bien qu'Alfred Piccaver se soit toujours considéré comme un Américain. Le 31 décembre 1931, son contrat avec l'Opéra d'État de Vienne est résilié à la suite d'un différend sur son salaire. Il continue à vivre à Vienne et à faire des apparitions dans des opéras en Autriche et à l'étranger, mais avec l'aggravation de la situation politique en Autriche, il décide de retourner en Grande-Bretagne en 1937, s'installant à Putney à Londres. Il fait quelques disques et apparitions en concert à Londres et est même apparu sur le service de télévision naissant de la BBC en 1939. Piccaver a également travaillé comme professeur, donnant des cours de musique et de chant, l'un de ses élèves étant le ténor Nigel Douglas. Après la guerre, en 1955, il retourne à Vienne pour la réouverture de l'Opéra d'État de Vienne et décide d'y rester définitivement.
Il meurt dans sa ville de cœur le 23 septembre 1958. Le gouvernement autrichien lui organise des funérailles nationales. Son cercueil est transporté en procession de l'église protestante à l'opéra, où beaucoup se sont rendus pour lui rendre hommage . L' Orchestre Philharmonique de Vienne a joué la marche funèbre de la Symphonie Héroïque de Beethoven. Ses cendres sont conservées à Vienne.

## Vie privée
Alfred Piccaver s'est marié une première fois avec la baronne Mariette Styrcea (née Marietta Johanny, morte le 11 novembre 1934), fille d'un ministre luthérien autrichien. Marietta Johanny travaillait pour la compagnie Volkstheater à Vienne . Elle était encore adolescente lorsqu'elle a rencontré Piccaver. Après avoir divorcé, Piccaver épouse en 1926 Ria Günzel, une danseuse autrichienne, .